# Tarenna congensis
Tarenna congensis är en måreväxtart som beskrevs av William Philip Hiern. Tarenna congensis ingår i släktet Tarenna och familjen måreväxter. Inga underarter finns listade i Catalogue of Life.